# I.K. Comet
I.K. Comet je norveški klub u športu hokeju na ledu iz grada Haldena.
Puno ime kluba je Ishockeyklubben Comet Halden.
Utemeljen je 1961. godine.
Svoje domaće utakmice igra u dvorani Halden ishall, kapaciteta 1200 gledatelja.
Glavni trener im je Jens Näslund, a u sezoni 2006/07. su nastupali u GET-ligaenu.

## Vanjske poveznice
- http://www.ikcomet.no/ Službene stranice
- http://www.pokkhauen.no/  Arhivirana inačica izvorne stranice od 4. lipnja 2007. (Wayback Machine) Navijačke stranice
- http://www.comet-supporter.com/%5Bneaktivna+poveznica%5D Navijačke stranice